# Yigoga helladica
Yigoga helladica är en fjärilsart som beskrevs av Hans Rebel 1906. Yigoga helladica ingår i släktet Yigoga och familjen nattflyn. Inga underarter finns listade i Catalogue of Life.